# Idiotypa rufiventris
Idiotypa rufiventris är en stekelart som först beskrevs av Thomson 1858.  Idiotypa rufiventris ingår i släktet Idiotypa, och familjen hyllhornsteklar. Arten är reproducerande i Sverige.